# Nupserha yunnanensis
Nupserha yunnanensis là một loài bọ cánh cứng trong họ Cerambycidae.